# Callionymus whiteheadi
Callionymus whiteheadi е вид лъчеперка от семейство Морски мишки (Callionymidae).

## Разпространение
Видът е разпространен в Индонезия.